# SMETANA
SMETANA (Self-Modifying, Extremely Tiny Automaton Application) – ezoteryczny język programowania stworzony przez Chrisa Presseya. Oto przykładowy program napisany w SMETANA:
```
Krok 1. Idź do kroku 4.
Krok 2. Zamień krok 3 z krokiem 5
Krok 3. Idź do kroku 6.
Krok 4. Zamień krok 1 z krokiem 6
Krok 5. Idź do kroku 2.
Krok 6. Zamień krok 1 z krokiem 2.
```

SMETANA może wydawać się kompletnie bezużytecznym językiem, ale początkowa kolejność linii w programie może być użyta jako wejście, a kolejność linii na końcu programu może służyć jako wyjście. SMETANA jest  częściowo zaimplementowany w języku programowania SMITH.